# La sega (Vayreda, MNAC 4261)
La sega és una pintura (oli sobre tela) de 54 × 79,5 cm realitzada per Joaquim Vayreda i Vila a Olot cap a 1881, el qual es troba al Museu Nacional d'Art de Catalunya.

## Context històric i artístic
Amb una producció centrada en el paisatge, fonamentalment en els escenaris olotins, Joaquim Vayreda consolida la tendència renovadora iniciada pel seu mestre, Martí Alsina, i inaugura una de les etapes més fèrtils del panorama artístic català del darrer terç del segle xix. D'altra banda, la seua poètica, que va cristal·litzar en la fundació de l'Escola paisatgística d'Olot, va ser un dels factors que més van contribuir a contrarestar la fins aleshores viciada dialèctica entre un centre artístic barceloní, caracteritzat pel seu dinamisme difusor de noves tendències, i una perifèria artística presidida per una situació d'estancament i de dependència absoluta respecte d'aquest focus que irradiava les novetats figuratives. Precisament, aquesta cosmovisió arrelada en un modus vivendi i un sistema de valors diferenciat esdevé una de les aportacions més singulars del pintor. A través de la seua obra es visualitza la sublimació lírica de l'àmbit rural, d'unes pràctiques socials ancestrals, d'una forma d'entendre i relacionar-se amb l'entorn natural, en el qual l'ésser humà viu en perpètua comunió.
És una adquisició de la col·lecció Plandiura de l'any 1932 i el seu número del catàleg al MNAC és el 4261.

## Descripció
Obres com La sega, on el paisatge esdevé el protagonista indiscutible amb poques concessions als detalls més anecdòtics, situen Vayreda al capdavant de la renovació del paisatgisme català. En aquest oli, pintat en un dels períodes més brillants, d'èxit i fecunds de l'artista, es fa evident la influència que Vayreda rep dels pintors francesos de l'anomenada Escola de Barbizon, que pinten directament del natural.

## Diferències respecte a l'altraLa Sega
Existeix una altra versió de La sega, pintada també per Vayreda el mateix any i exposada al Museu d'Art de Girona. Les diferències més notables en aquesta obra són 'existència d'un camí de garbes que neix de baix a dalt vorejant els arbres, l'aparició d'una tercera segadora i menys extensió segada al camp de l'esquerra. L'estructura d'ambdues escenes, però, és molt similar a primer cop d'ull. Possiblement això s'explica perquè Vayreda pintava segons la demanda que tenia: devia ser un quadre amb força èxit, i per aquesta raó decidí repetir-ne la temàtica i la composició. L'existència d'una altra obra amb la mateixa composició i característiques podria raure en una producció seriada de taller. Són obres en les quals el paisatge esdevé el protagonista indiscutible amb poques concessions als detalls més anecdòtics. Ambdues foren pintades el 1881, el període amb més èxit de la carrera del pintor.